# パラピエ
パラピエ（Palapye）はボツワナのセントラル地区の町である。

## 交通

### 道路
- 国道A1号線 (ボツワナ)（英語版）
- 国道A14号線 (ボツワナ)（英語版）

### 空港
- パラピエ空港（英語版）